# Bothriospora corymbosa
Bothriospora es un género con una especie de plantas con flores perteneciente a la familia Rubiaceae.

## Especies seleccionadas
- Bothriospora corymbosa